# Paolo Francesco Antamori
Paolo Francesco Antamori (Roma, 14 de novembro de 1712 - Orvieto, 4 de dezembro de 1795) foi um cardeal do século XVIII e XIX

## Nascimento
Nasceu em Roma em 14 de novembro de 1712. De uma família nobre. Filho de Tommaso Antamori, advogado consistorial e reitor da Universidade La Sapienza de 1741 a 1747, e de Elena Belloni.

## Educação
Estudou na Universidade La Sapienza , em Roma, onde obteve o doutorado em utroque iure , tanto em direito canônico quanto em direito civil, em 26 de setembro de 1737. Recebeu as insígnias do caráter clerical, em 11 de dezembro de 1740.

## Juventude
Relator do SC do Bom Governo, novembro de 1737. Coadjutor de seu pai como advogado consistorial em 1741; sucedeu-lhe na sua morte, em abril de 1751. Em dezembro de 1751, recebeu a prelazia denominada Abbreviatoris majoris Presidentiae , que tinha a cargo a Congregação de S. Ivo e carregava a categoria de abreviador do Parco Maggiore.. Cânon do capítulo da basílica de S. Lorenzo em Dâmaso em julho de 1753. Primeiro assessor do criminoso do auditor da Câmara Apostólica em novembro de 1753. Eleitor do Tribunal da Assinatura Apostólica de Justiça em julho de 1758. Auditor do prefeito da Fábrica da Basílica de São Pedro em 1758. Referendário dos Tribunais da Assinatura Apostólica de Justiça e de Graça. Segundo-tenente do auditor da Câmara Apostólica em julho de 1763; primeiro-tenente em outubro de 1767, ocupando o cargo até sua promoção ao cardinalato. Examinador dos bispos eleitos. Reitor de La SapienzaUniversidade, Roma, a partir de setembro de 1760. Recebeu as ordens menores em 9 de outubro de 1774; o subdiaconado em 10 de junho de 1775; e o diaconado em 1º de junho de 1776. Assessor do Supremo SC da Inquisição Romana e Universal e cônego da Basílica Patriarcal do Vaticano desde abril de 1775. Supernumerário apostólico protonotário em novembro de 1775.

## Cardinalato
Criado cardeal sacerdote no consistório de 11 de dezembro de 1780; recebeu o chapéu vermelho em 14 de dezembro de 1780; e o título de S. Alessio em 2 de abril de 1781. Atribuído às SS. CC de Bispos e Regulares, Conselho, Imunidade Religiosa e Indulgências e Relíquias Sagradas. Protetor das cidades de Foligno e Orvieto; da Ópera Pia di SM della Stella na catedral de Orvieto; da Nobre Congregação de S. Biagio na cidade de Orta; da cidade de Orta; do santuário de Mongiovino; da Confraria do Suffragio della Terra di Monte Castello di Todi ; e do capítulo de Bagnorea.

## Episcopado
Eleito bispo de Orvieto em 11 de dezembro de 1780, com dispensa por não ter sido ordenado sacerdote. Consagrado em 11 de fevereiro de 1781, em Roma, pelo Cardeal Henry Benedict Mary Stuart, duque de York.

## Morte
Morreu em Orvieto em 4 de dezembro de 1795. Exposto e enterrado na catedral de Orvieto.